# Jan Peeters (I)

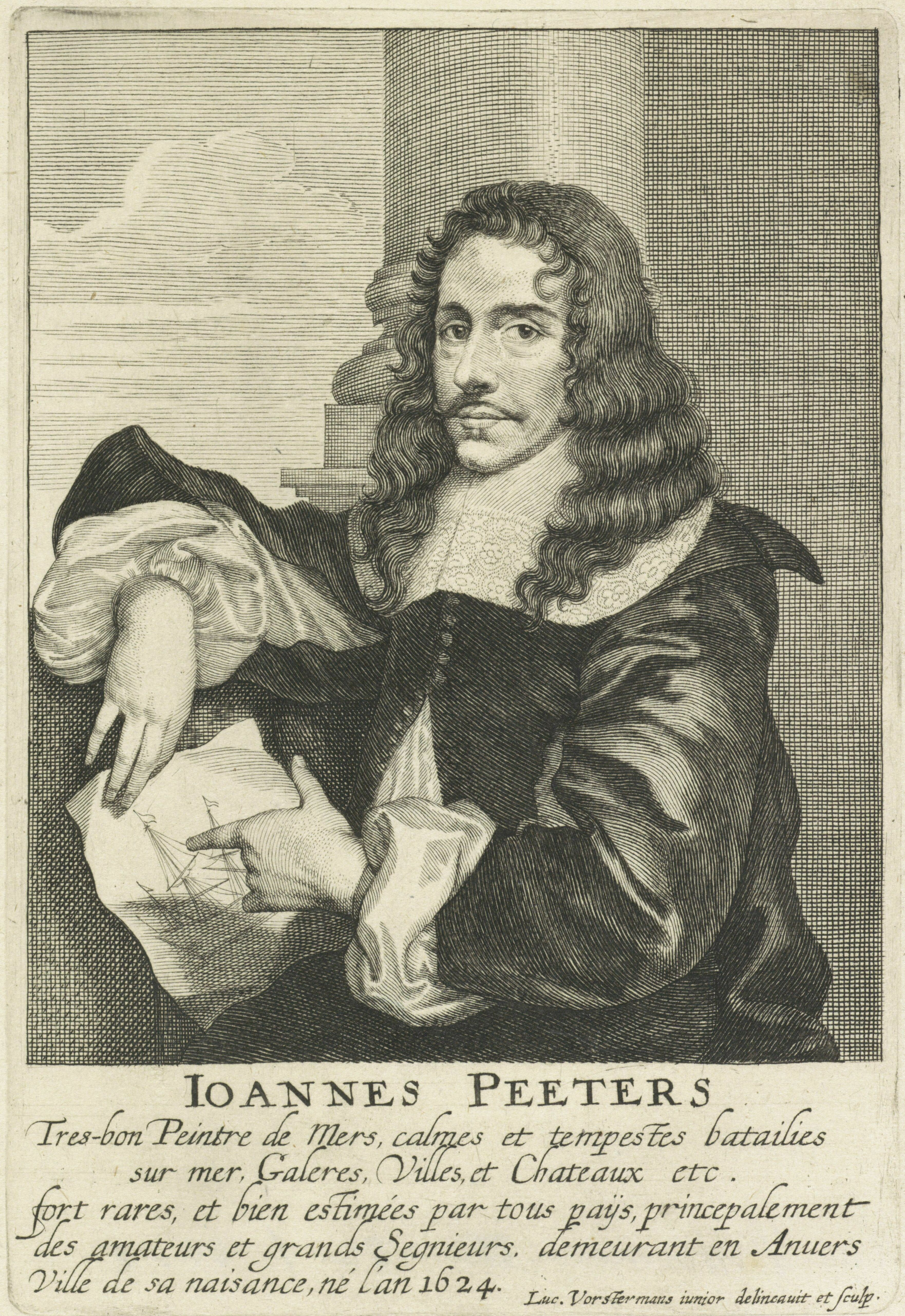
Jan Peeters (I), door Lucas Vorsterman (II)

Jan Peeters (I) (Antwerpen, gedoopt op 24 april 1624 - aldaar, 12 juni 1678) was een Zuid-Nederlands kunstschilder, tekenaar en kunsthandelaar.
Peeters kwam uit een kunstenaarsfamilie; hij had twee broers, Gillis en Bonaventura, en een zus, Catharina, die allen actief waren in de kunstwereld. In 1654 trouwde Jan Peeters met Catharina Basseliers in Antwerpen. Hun kinderen, Jan Frans en Isabella Peeters, werden later ook kunstschilders.
Hij begon zijn opleiding als kunstenaar in Antwerpen, waar hij in het gildejaar 1641/1642 als leerling werd ingeschreven bij de Sint-Lucasgilde. Hij leerde het vak van zijn broers Bonaventura en Gillis. In het gildejaar 1645/1646 werd hij meester. Tijdens zijn carrière werkte hij voornamelijk in Antwerpen, maar hij verbleef ook in andere plaatsen zoals Hoboken en Aalst. Tussen 1648 en 1659 ondernam hij studiereizen naar de Nederlandse Republiek en Frankrijk. Een reeks van 60 tekeningen, afkomstig uit een gedemonteerd album, met voornamelijk gezichten in Artesië, Picardië en het Maasdal, wordt aan hem toegeschreven. Naast zijn werk in Antwerpen reisde Peeters veelvuldig, onder andere naar Italië en vanaf 1665 naar verschillende steden langs de kust van Noord-Afrika, zoals Marokko, Tunesië, Libië en Algerije, waar hij havensteden bestudeerde. Hij maakte ook een tekening van Caïro, en een werk van Jeruzalem wordt eveneens aan hem toegeschreven.
Peeters' oeuvre omvat diverse onderwerpen, waaronder maritieme scènes, portretten, landschappen en historiestukken. Volgens Houbraken koos hij voor onderwerpen die ontroering, schrik en angst opwekten bij de toeschouwer, door de rampen en ellende die ze uitbeelden. 
Hij leerde zijn dochter Isabella en de kunstenaar Adriaen van Bloemen het schildersvak.

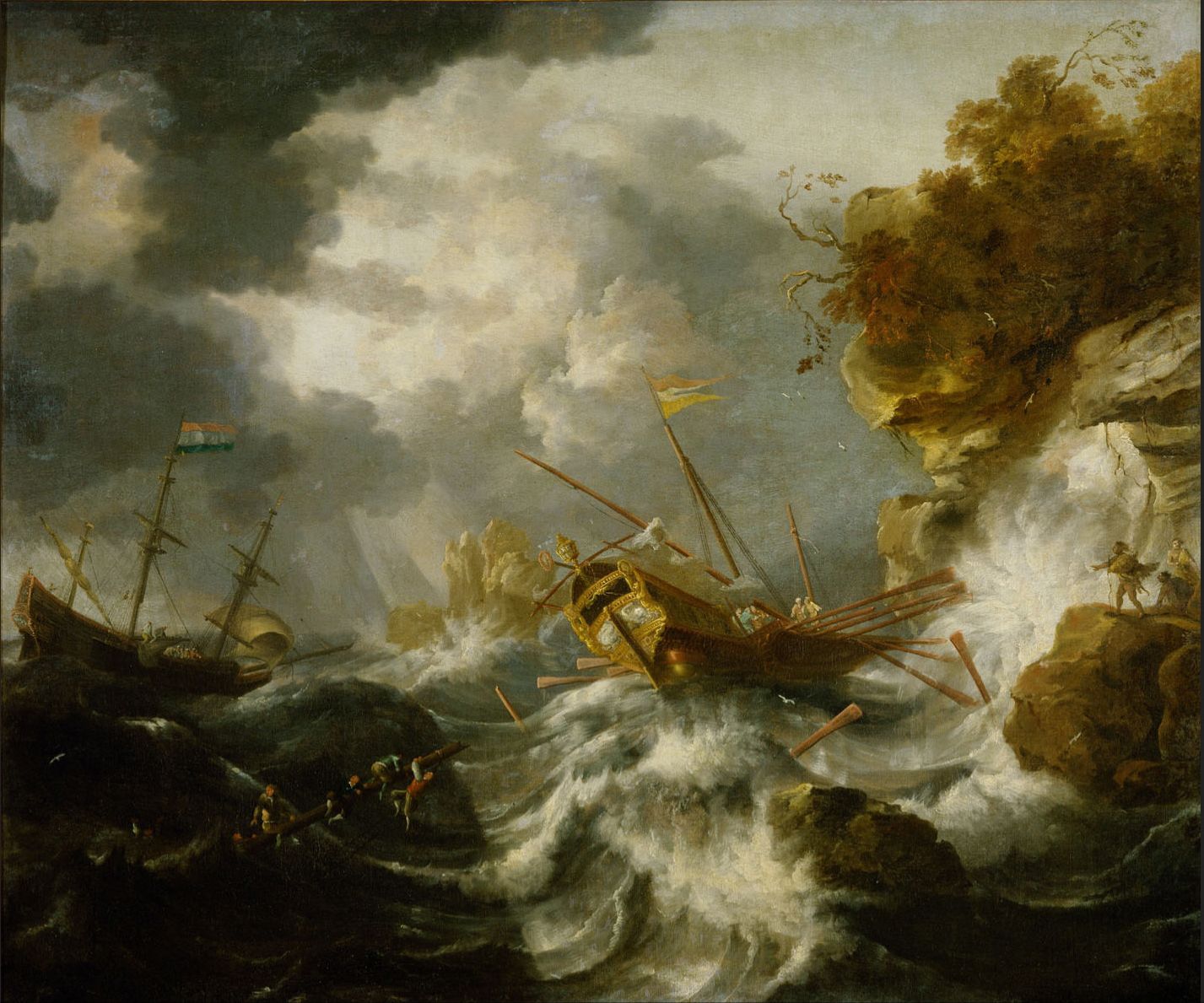
Schepen in nood voor een rotsachtige kust.
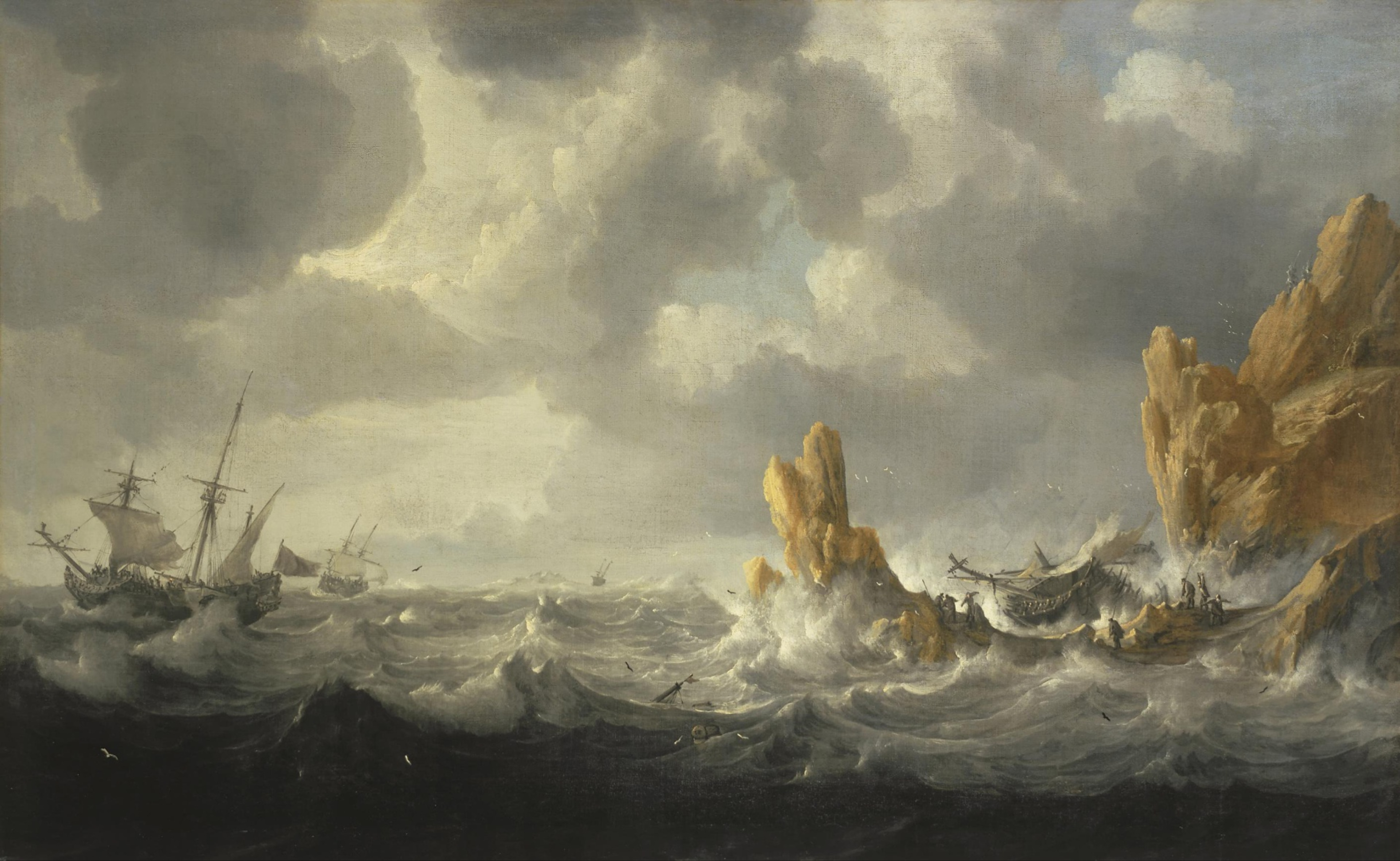
Stormachtige zee.
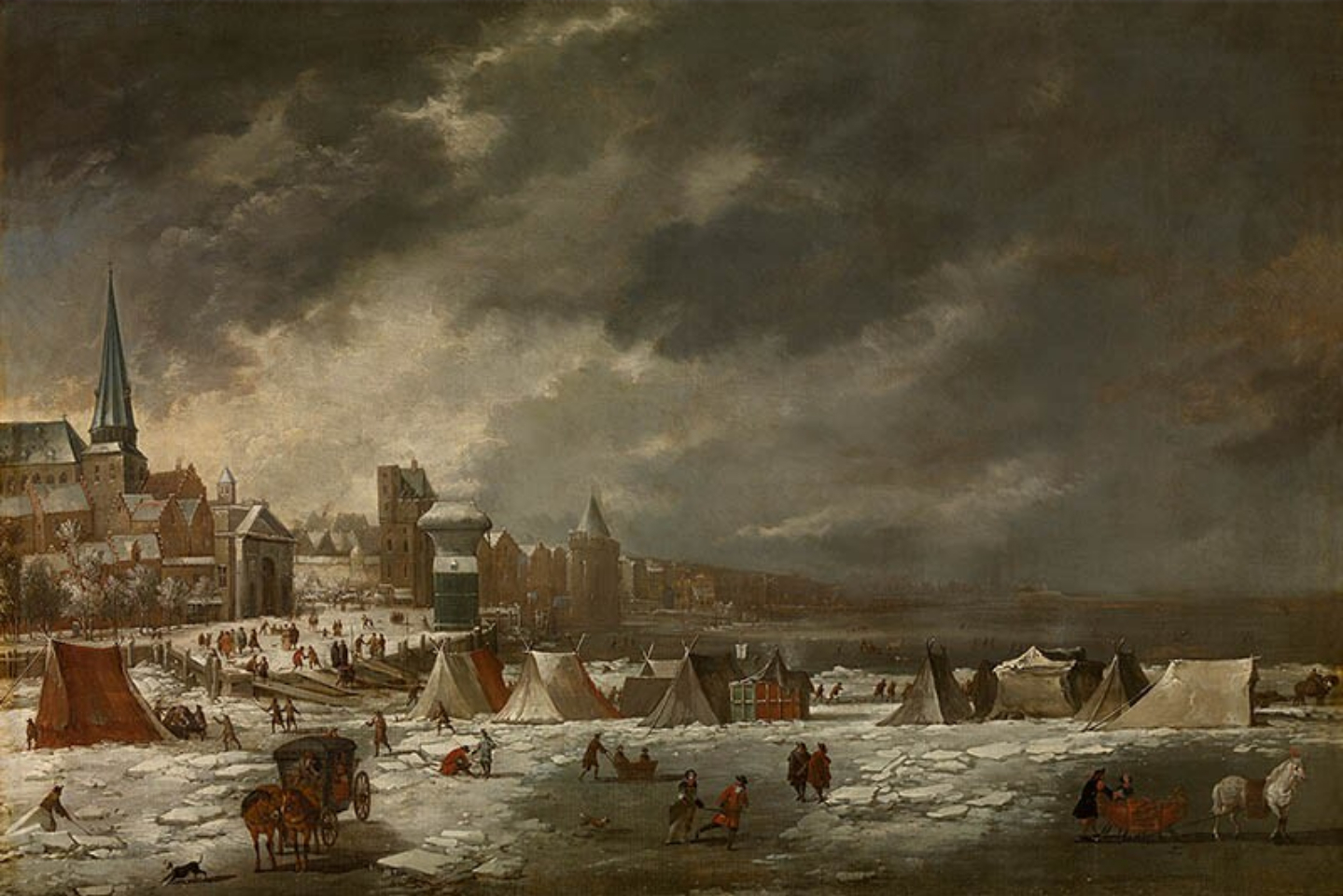
De bevroren Schelde voor Antwerpen.

- Auckland Art Gallery Toi o Tāmaki: 750
- Biblioteca Nacional de España: XX1391928
- Bibliothèque nationale de France: cb15304034n (data)
- Biografisch Portaal: 00568667
- Digitale Bibliotheek voor de Nederlandse Letteren: peet039
- Gemeinsame Normdatei: 13872833X
- International Standard Name Identifier: 0000 0001 0800 4442
- Library of Congress Control Number: n80072376
- Nationale Bibliotheek van Tsjechië: ntk20221166821
- Nationale Bibliotheek van Israël: 987007307244305171
- Nederlandse Thesaurus van Auteursnamen: 072718927
- RKD-Nederlands Instituut voor Kunstgeschiedenis: 62372
- Système universitaire de documentation: 158992601
- Union List of Artist Names: 500007166
- Virtual International Authority File: 55447010
- WorldCat: E39PBJw94qKP96m79wrDJyh8md